# Talija
Talija (starogrško starogrško Θάλεια: Táleia) je bila muza komedije in pastoralnega pesništva v grški mitologiji. Bila je kmečka boginja, upodobljena običajno s komično masko in pastirsko palico. Talija z malo začetnico pa pomeni gledališče. Talija je ena od 9 muz ki so spremljale boga Apolona, in so mu bile za navdih. Njeno ime prihaja iz starogrške besede starogrško θάλλεω: tálleo, ki pomeni cvetenje.
Po njej se imenuje tudi asteroid 23 Talija (Thalia).